# Бен-сюр-Уст
Бен-сюр-Уст (фр. Bains-sur-Oust) — коммуна на северо-западе Франции, находится в регионе Бретань, департамент Иль и Вилен, округ Редон, кантон Редон. Расположена в 59 км к юг-западу от Ренна и в 74 км к северо-западу от Нанта, в 33 км от национальной автомагистрали N137. Западная граница коммуны проходит по реке Уст, притоку Вилена.
Население (2018) — 3 491 человек.

## История
Бен-сюр-Уст, находящийся на римской дорогой из Редона в Лоэак на западе, упоминается в текстах еще в 834 году как приход Бен. Приход был разделен при создании аббатства Сен-Сове в Редоне: вся территория Бена перешла под власть аббатства Сен-Сове де Редон и принадлежала ему вплоть до революции.
22 ноября 845 года около деревни Баллон на территории нынешней коммуны Бен-сюр-Эст произошло сражение, в котором войско правителя Бретани Номиноэ разгромило войско короля Западно-Франкского государства Карла II Лысого. Эта победа создала условия за объявления независимости Бретани, а Номиноэ в том же году провозгласил себя его первым герцогом. Именно 845 год бретонские националисты считают датой основания независимой Бретани. Торжественные церемонии, посвящённые этому событию, проходят ежегодно в следующее после 23 июня воскресенье. В 1952 году в память о сражении при Баллоне на деньги сторонников бретонской независимости скульптор Раффиг Таллоу установил в Бен-сюр-Усте памятник герцогу Номиноэ.
В 854 году норманны поднялись по реке Вилен на окраины Редона, и аббатство было спасено от разорения только благодаря сильной грозе, которую северяне приняли за гнев богов и бежали от города. Впрочем, через несколько лет спустя норманны повторили свой набег и на этот раз разграбили аббатство.
Аббат Гийотен де Корсон писал, что в XVI веке Бен был разделен на десять сельских фрерий (приходских подразделений). В нем было 69 деревень, два крупных поселка (собственно Бен и Сен-Марселлен), четырнадцать особняков, около десяти часовен и пять мельниц (три ветряные и две водяные).
После разделения Бретани на департаменты кантон Редон был передан департаменту Иль и Вилен, тогда как до этого времени он входил в состав епископства Ванна. Муниципалитеты протестовали, но их жалобы были проигнорированы.
Приход Сент-Мари, основанный в ноябре 1845 года и преобразованный в коммуну в 1872 году, отсек восточную часть коммуны, около 36 % всей ее территории.
В 1923 году название коммуны Бен было изменено на Бен-сюр-Уст.

## Достопримечательности
- Приходская церковь Святого Иоанна Крестителя середины XIX века
- Природный парк остров Иль-о-Пье в долине реки Уст

## Экономика
Структура занятости населения:
- сельское хозяйство — 3,6 %
- промышленность — 51,1 %
- строительство — 3,6 %
- торговля, транспорт и сфера услуг — 24,4 %
- государственные и муниципальные службы — 17,3 %

Уровень безработицы (2018) — 9,3 % (Франция в целом — 13,4 %, департамент Иль и Вилен — 10,4 %). 

Среднегодовой доход на 1 человека, евро (2018) — 21 570 (Франция в целом — 21 730, департамент Иль и Вилен — 22 230).

## Демография
Динамика численности населения, чел.

## Администрация
Пост мэра Бен-сюр-Уста с 2020 года занимает Даниэль Бар (Daniel Barre). На муниципальных выборах 2020 года возглавляемый им независимый список победил в 1-м туре, получив 53,63 % голосов.
| Период | Период | Фамилия       | Партия        | Примечания         |
| ------ | ------ | ------------- | ------------- | ------------------ |
| 1963   | 1989   | Жан де Фрелон |               |                    |
| 1989   | 1995   | Мишель Гаво   |               |                    |
| 1995   | 2008   | Рене Дреан    | Разные правые | работник банка     |
| 2008   | 2020   | Марк Дерваль  | Разные правые | тренер-консультант |
| 2020   |        | Даниэль Бар   |               |                    |

## Галерея

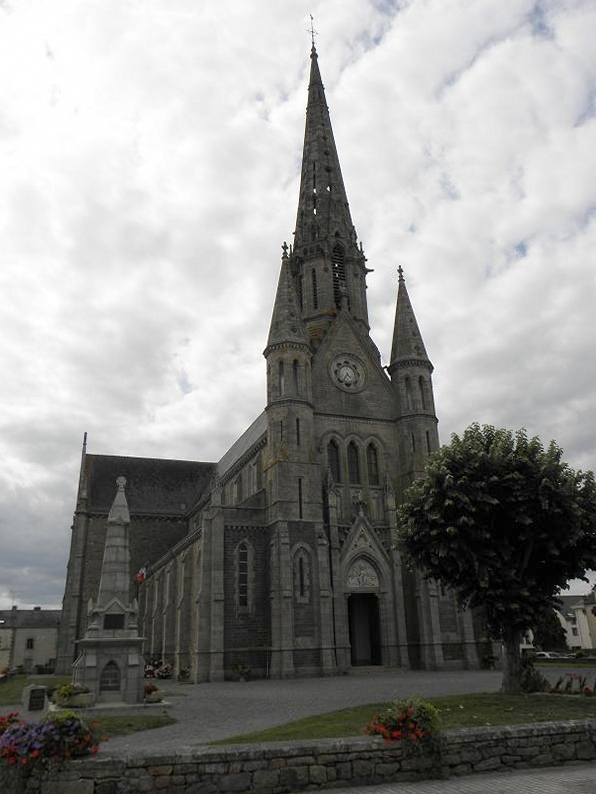
Церковь Святого Иоанна Крестителя
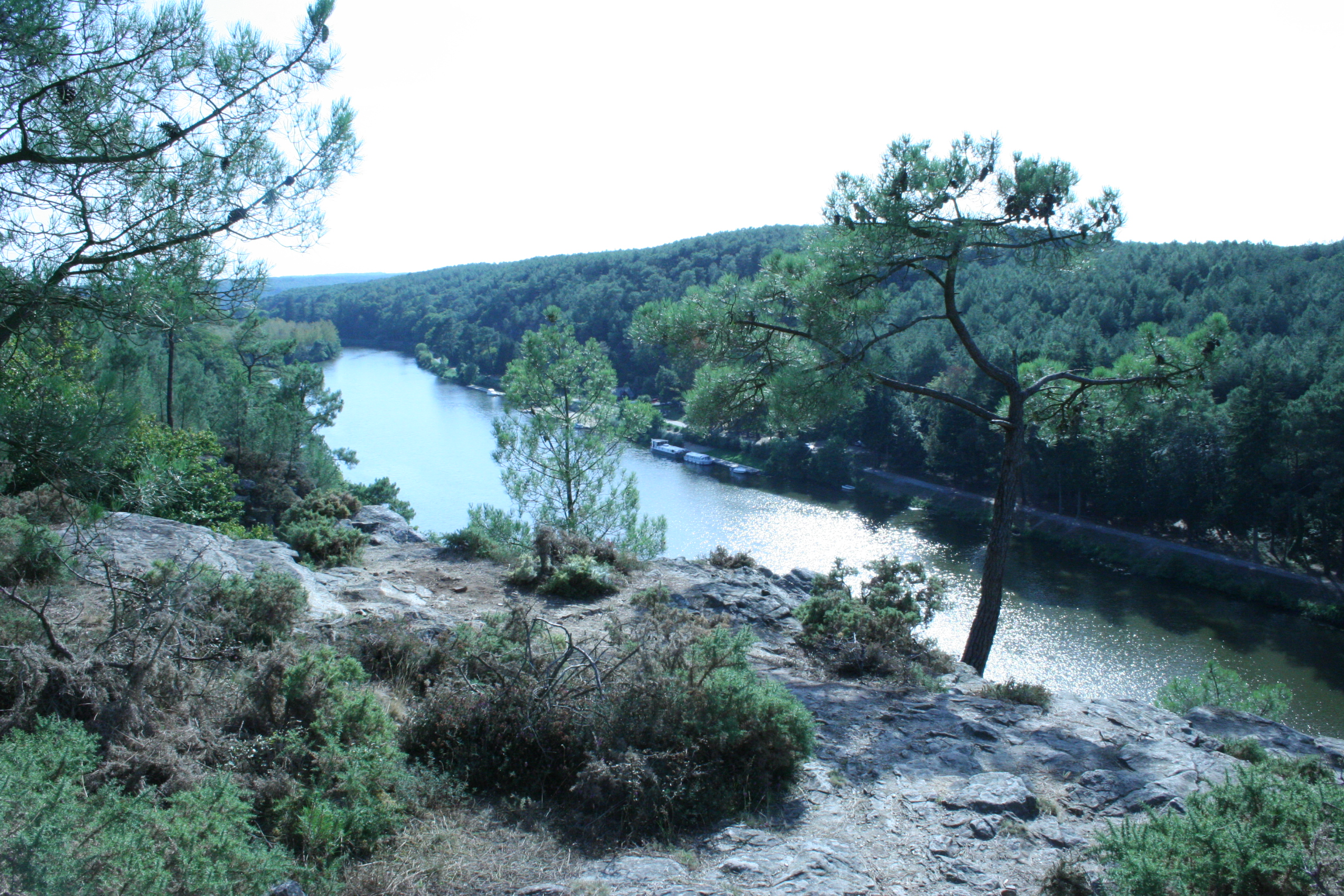
Остров Иль-о-Пье
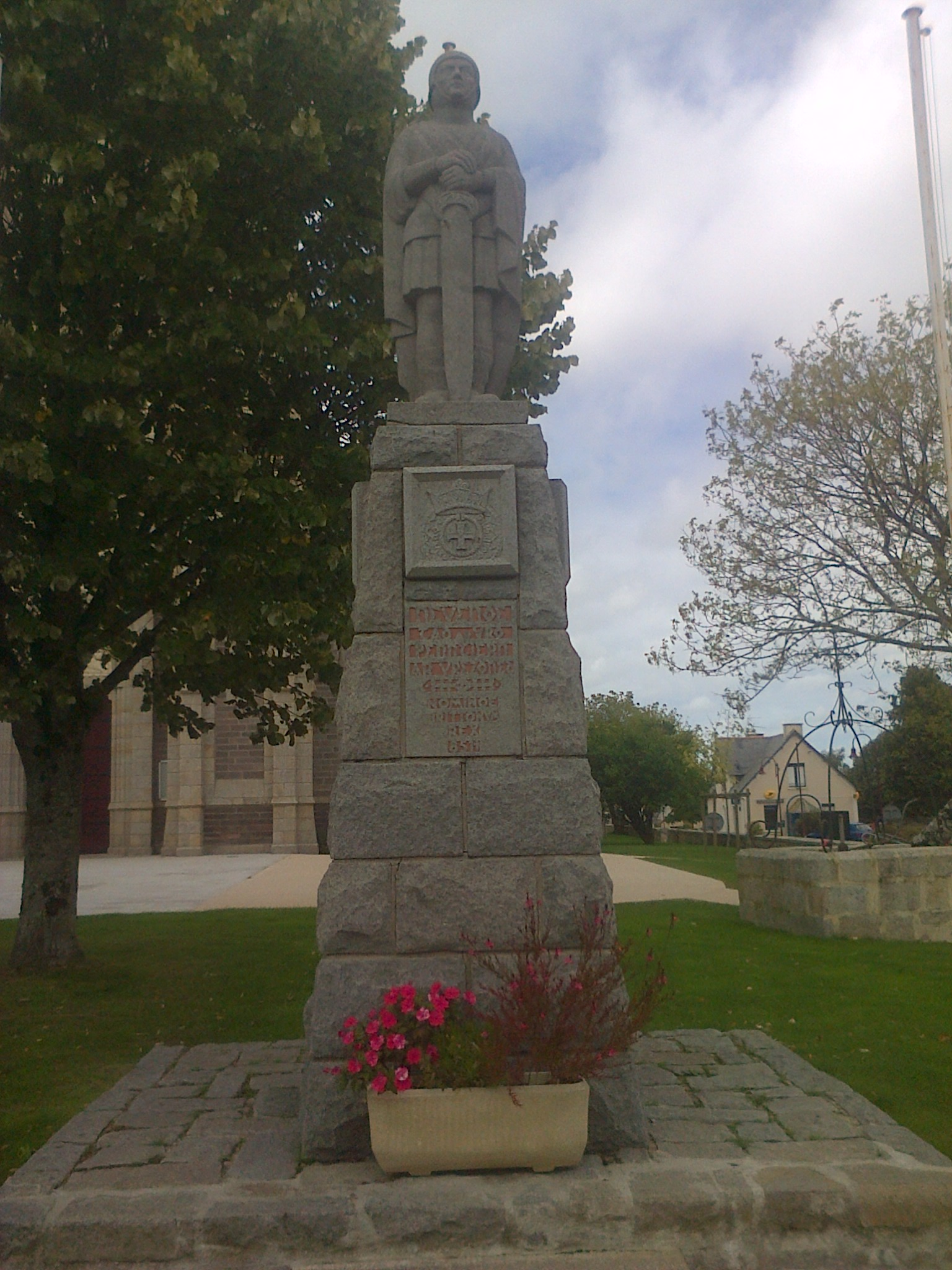
Памятник герцогу Номиноэ

## Комментарии
1. ↑  Эта дата является следствием ошибки, сделанной бретонским историком Артуром Ла Бордери[англ.], в своём труде «История Бретани»[1] отождествившим сражение при Баллоне с состоявшимся в 851 году сражением при Женглане, и датировавшим это событие концом июня[2].